# Pelayo Gutiérrez
Pelayo Domínguez (Avilés, 1970) és un tècnic de so asturià, guanyador de tres Goya al millor so. Va començar com a bateria en el grup de rock "Los Vagos". El 1991 va marxar a Madrid i el 1993 va treballar com a meritori a Acción mutante. Va debutar en cinema el 1994 amb el so del curtmetratge Xicu'l toperu, guanyadora de dos premis al Festival Internacional de Cinema de Gijón. El 1995 fou editor de so dels llargmetratges Morirás en Chafarinas, Historias del Kronen, Nadie hablará de nosotras cuando hayamos muerto i Así en el cielo como en la tierra. El 1996 treballà a Tesis i Martín (Hache) i el 1997 a Chevrolet i Cosas que dejé en La Habana. Fou nominat per primer cop al Goya al millor so el 2001 per Sin noticias de Dios. Va guanyar el Goya al millor so amb El otro lado de la cama (2002), Te doy mis ojos (2003) i Obaba (2005), i hi ha estat nominat per El baile de la Victoria (2009), También la lluvia (2011), La piel que habito (2012), Grupo 7 (2012), Caníbal (2013), La isla mínima (2014), El autor (2017), Yuli (2018) i Dolor y gloria (2019). També fou nominat al millor so als Premis Gaudí 2012 per Chico & Rita.
Ha treballat a les sèries de televisió Crematorio (2011), El ministerio del tiempo (2016) i Arde Madrid (2018) i La peste (2018). Va treballar durant anys a Deluxe Spain. Des del 2019 treballa a l'equip de postproducció de Telson Servicios Audiovisuales SL en l'ampliació de sales de disseny de so.